# سنط هاواي
سنط هاواي أو سنط كوا (الاسم العلمي: Acacia koa)، نوع من الأشجار المُزهرة من فصيلة البقولية. تستوطن جزر هاواي ، وهي ثاني أكثر شجرة منتشرة في هاواي. أعلى تواجد لها في جزيرة هاواي، ماوي وأواهو. تُسمى في لغة هاواي، الكوا، وتعني الشجاع، أو الجريء، أوالأشوس، أو المحارب.